# Brigita Bilíková
Brigita Bilíková (*29. srpna 1968 Opava) je česká advokátka a bývalá státní zástupkyně.

## Osobní život a studium
Pochází z Darkovic na Hlučínsku. Studovala na všeobecném gymnáziu v Bohumíně. Po maturitě vystudovala obor Právo na Právnické fakultě Univerzity Karlovy v Praze. Později absolvovala rigorózní řízení na Právnické fakultě Univerzity Palackého v Olomouci.
Je vdaná, má dva dospělé syny.

## Profesní dráha
Bezprostředně po ukončení studia v roce 1991 a následném složení justičních zkoušek, působila do roku 1996 jako státní zástupkyně Okresního státního zastupitelství v Ostravě. V letech 1996–2000 pracovala jako právník v bankovním sektoru. Následně od roku 2001 do roku 2003 působila jako sekretář a právník redakce zpravodajství České televize, Televizního studia Ostrava. V roce 2003 se vrátila zpět na státní zastupitelství a od této doby až do května 2019 působila na Krajském státním zastupitelství v Ostravě. Nejprve se cca 12 let věnovala řešení nejzávažnější násilné kriminality a poté řešení závažné hospodářské trestné činnosti. Od roku 2019 působí v advokacii s odborným zaměřením na trestní, rodinné a obchodní právo.

### Působení na Krajském státním zastupitelství v Ostravě
Po dobu svého dlouholetého působení na Krajském státním zastupitelství v Ostravě podala a úspěšně obhájila obžalobu u přibližně 200 trestních věcí týkajících se cca 300 obžalovaných. Ve valné většině případů došlo k uložení vysokých nebo i výjimečných trestů. Řada z těchto kauz měla z hlediska generální prevence zásadní dopad na celou společnost nebo byla judikatorního významu.
Pravděpodobně nejmedializovanější kauzou, jejíž vyšetřování dozorovala, a v níž následně podala obžalobu, byla kauza tzv. vítkovských žhářů v letech 2009–2010. V průběhu vyšetřování se podařilo rozkrýt organizovanou skupinu českých neonacistů. Všichni obžalovaní byli uznání vinnými z pokusu vraždy a poškození cizí věci a byl jim uložen trest odnětí svobody v trvání od 20 do 22 let včetně vysoké náhrady způsobené újmy poškozeným. Dopady této kauzy velmi silně rezonovaly v celé společnosti. Zpětně lze vyhodnotit, že úspěšné a rychlé objasnění kauzy a následný trestní postih všech pachatelů, zastavil přibývající útoky motivované rasovými důvody a do značné míry omezil v danou dobu vzrůstající politický vliv stran, které na rasově nenávistných tématech postavily základ své činnosti.  
V letech 2014–2019 byla předsedkyní etické komise Unie státních zástupců České republiky.
V roce 2019 se z důvodu potřeby změny vzdala funkce státní zástupkyně a ze soustavy státního zastupitelství odešla do advokacie.

### Působení v advokacii
Od roku 2019 je zapsána u České advokátní komory jako samostatný advokát. Spolu s kolegy ve své advokátní kanceláři se zaměřuje především na obhajobu obviněných a zastupování poškozených v závažných trestních věcech, korporátní compliance, ale také na občanské, především rodinné právo a právo obchodních korporací, kdy mj. zastupuje věřitele ve věřitelských výborech v insolvenčních řízeních společností TAMEH Czech a Liberty Ostrava. Spolupracuje také s advokátní kanceláří Kruták & Partners se sídlem v Praze.

## Ostatní

### Dobrovolnická činnost
Přibližně 12 let aktivně spolupracovala s Bílým kruhem bezpečí a Intervenčním centrem v Ostravě a dalšími organizacemi, které poskytují pomoc obětem trestných činů a domácího násilí. Dále po zhruba stejnou dobu poskytovala jako dobrovolník bezplatné právní poradenství azylovému domu – domovu pro matky s dětmi v tísni v Ludgeřovicích – křesťanskému sdružení Služby Dobrého pastýře.

### Politická činnost
V roce 2024 kandidovala za politickou stranu Mourek ve volbách do Evropského parlamentu a do Senátu v senátním obvodu č. 68 – Opava.